# Aleksandrs Fertovs
Aleksandrs Fertovs, né le 16 juin 1987 à Riga en Lettonie, est un footballeur international letton, qui évolue au poste de milieu défensif.

## Palmarès

### En club
- Avec le Skonto Riga
  - Champion de Lettonie en 2010
  - Vainqueur de la Ligue balte en 2011
  - Vainqueur de la Coupe de Lettonie en 2012

### En sélection
- Vainqueur de la Coupe baltique en 2012 et 2014